# Строешти (Бузау)
Строешти (рум. Stroești) насеље је у Румунији у округу Бузау у општини Патарлађеле. Oпштина се налази на надморској висини од 371 m.

## Становништво
Према подацима из 2002. године у насељу је живело 33 становника, од којих су сви румунске националности.